# هاكي سوزن
هاكي سوزن (مواليد 1 فبراير 1950) هو ملاكم تركي، مثّل بلاده في الألعاب الأولمبية الصيفية 1972.

## روابط خارجية
هاكي سوزن على موقع أوليمبيديا (الإنجليزية)